# Lewis Hine

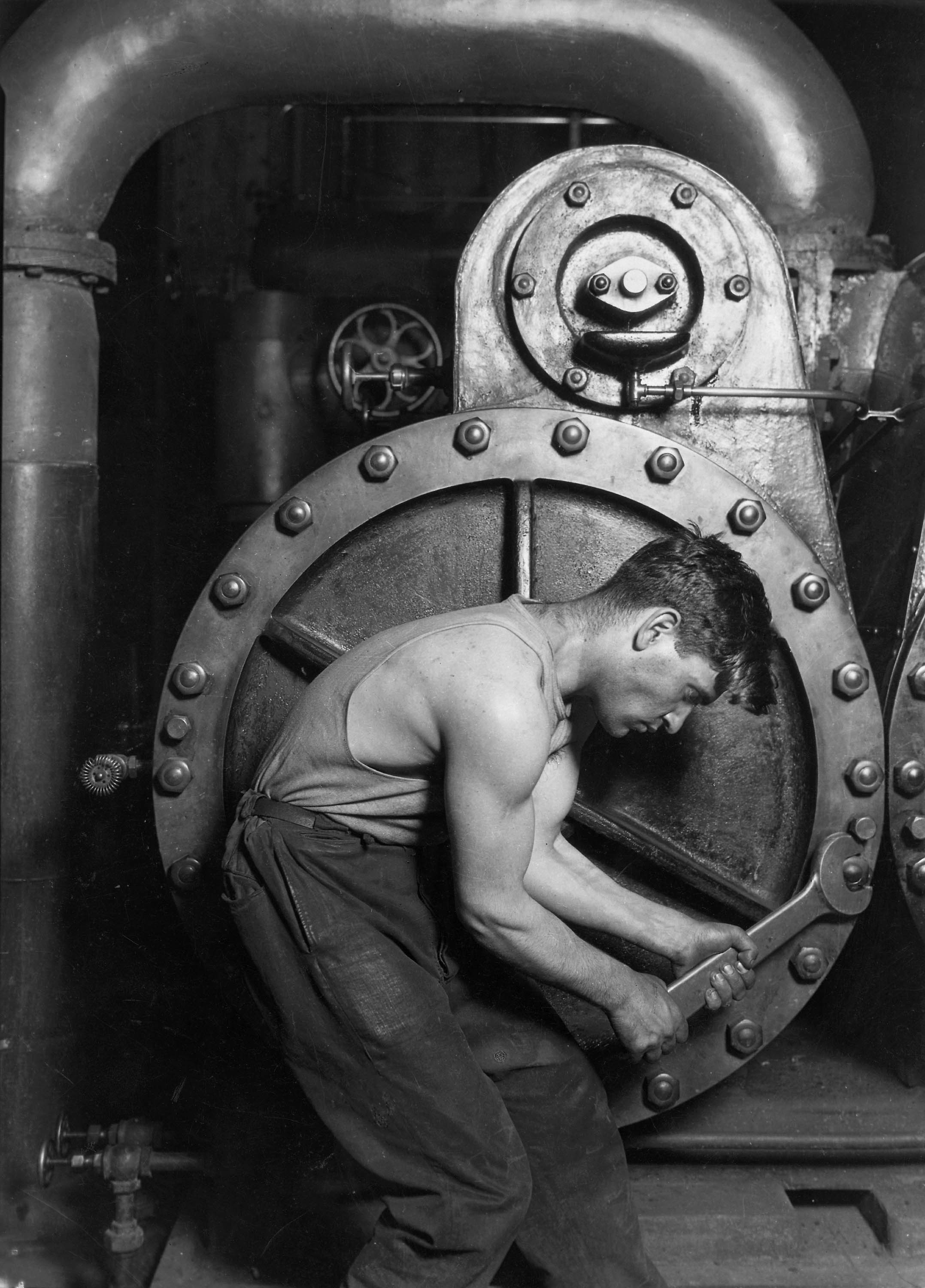
Hine egyik legismertebb felvétele: Power House Mechanic (1920 v. 1921)

Lewis Wickes Hine (Oshkosh, Wisconsin, 1874. szeptember 26. – Hastings-on-Hudson, New York, 1940. november 4.) amerikai fotográfus, szociológus.

## Élete
Édesapját fiatalon egy balesetben vesztette el. Hine munkát vállalt, hogy családját el tudja tartani. A chicagói, a columbiai majd a New York-i Egyetemen tanult szociológiát. Fotográfiai ismereteit autodidakta módon sajátította el. Tudását New York-ban az Ethical Culture School-ban kamatoztathatta, ahol fotózást tanított. Diákjaival ellátogatott Ellis-sziget-re, ahol a bevándorlókról készítettek felvételeket. 1906-tól a Russell Sage Foundation munkatársaként a Pittsburgh Study szociológiai kutatás keretében Pittsburgh városában acélipari munkások mindennapjait dokumentálta.
1908-tól a gyermekmunka felszámolásért küzdő National Child Labor Committee (NCLC) alkalmazásában járta az országot. Több mint egy évtizeden keresztül fotózta a gyermekmunkások viszontagságos életét. Fényképezett gyárakban, bányákban, Nyugat-Virginiában üveghutákat, Észak-Karolinában textilgyárakat látogatott meg. Nem egyszer biztosítási ügynöknek vagy kereskedőnek álcázta magát, hogy olyan helyekre is bejusson, ahová másként nem lett volna lehetősége. 
Hine felvételei voltak az első képes bizonyítékok a dolgozó gyermekek sanyarú helyzetéről: szegénységről, szenvedésről, nélkülözésről. Több ezer felvételt készített, amelyeket az NCLC a gyermekmunka elleni kampányaihoz használt fel. A szervezet azokat saját kiadványaiban, többek között a The Survey magazinban, továbbá plakátokon, előadásokon jelentette meg. Hine fotódokumentumai jelentősen hozzájárultak az NCLC törekvéséhez, az amerikai gyermekmunka felszámolásához.
A gyermekmunkások után figyelmét a munkásosztály tagjainak szentelte. A róluk készített felvételeken keresztül bepillantást nyerünk a munkások mindennapjaiba. Hine úgy vélte Amerikai valódi építőkövei ezek az emberek, akiket nem egyszer heroikus ábrázolással méltatott. 
Egyik leghíresebb felvételét, a Power House Mechanicot is egy munkásokat bemutató fotósorozat részeként készítette a Pennsylvania Railroad System vállalatnál. A fényképen egy trikót viselő fiatal munkás egy csavarkulccsal pózol egy hatalmas gőzgép szivattyújánál. A kép készítésének időpontját a legtöbb forrás 1920 elejére datálja, mégis a legvalószínűbb, hogy egy évvel később, 1921-ben készülhetett.
Az első világháború alatt a Nemzetközi Vöröskereszt tevékenységét követte nyomon Európában. A háborút követő évtizedekben amerikai munkásokat bemutató fotósorozatán dolgozott. 1930-ban megbízást kapott az Empire State Building építésének dokumentálására. Fiával, Croydonnal együtt fél év alatt több mint ezer fényképet készítettek az impozáns felhőkarcoló építésről.
A nagy gazdasági világválság idején újra a Vöröskereszt számára készített felvételeket a déli államokban. A Tennessee Valley Authority megbízásából pedig Tennessee hegyeinél élők életét dokumentálta. A Works Progress Administration Nemzeti Kutatási Projektjének keretében vezető fotográfusként dolgozott. Emellett a Ethical Culture Fieldston School-ban tanított.
Hine 1940. november 4-én, 66 évesen hunyt el egy operációt követően. Halála után fia, Croydon felvételeit és negatívjait a Photo League-nek adományozta. A Photo League-t 1951-ben felszámolták. A New York-i Modern Művészetek Múzeuma jelezte szándékát a Hine hagyaték átvételére, de ez nem valósult meg: a fotók végül a George Eastman House-ba és a Kongresszusi Könyvtárba kerültek.

## Galéria

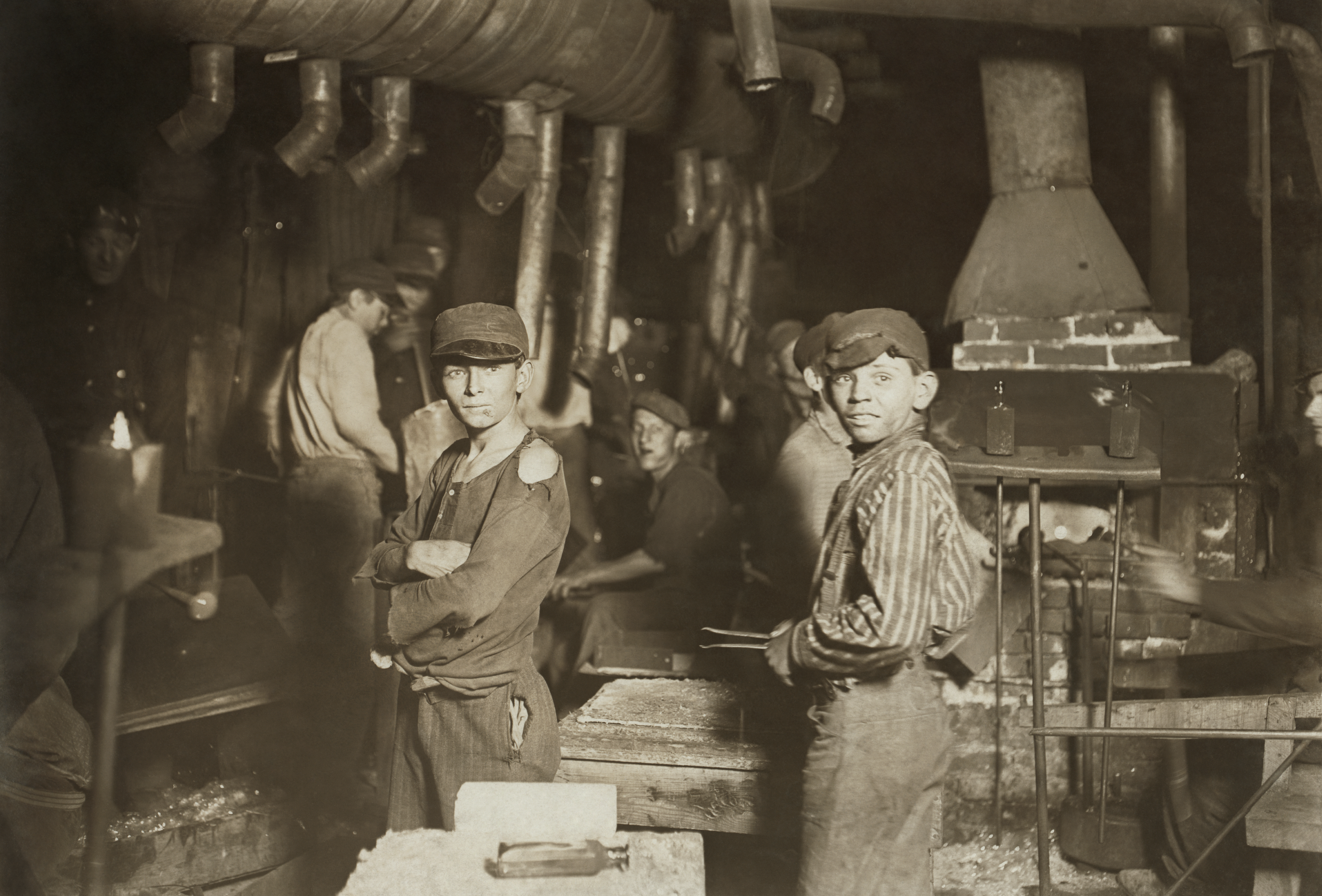
Üveggyári munkások. Éjszaka. Indiana (1908)
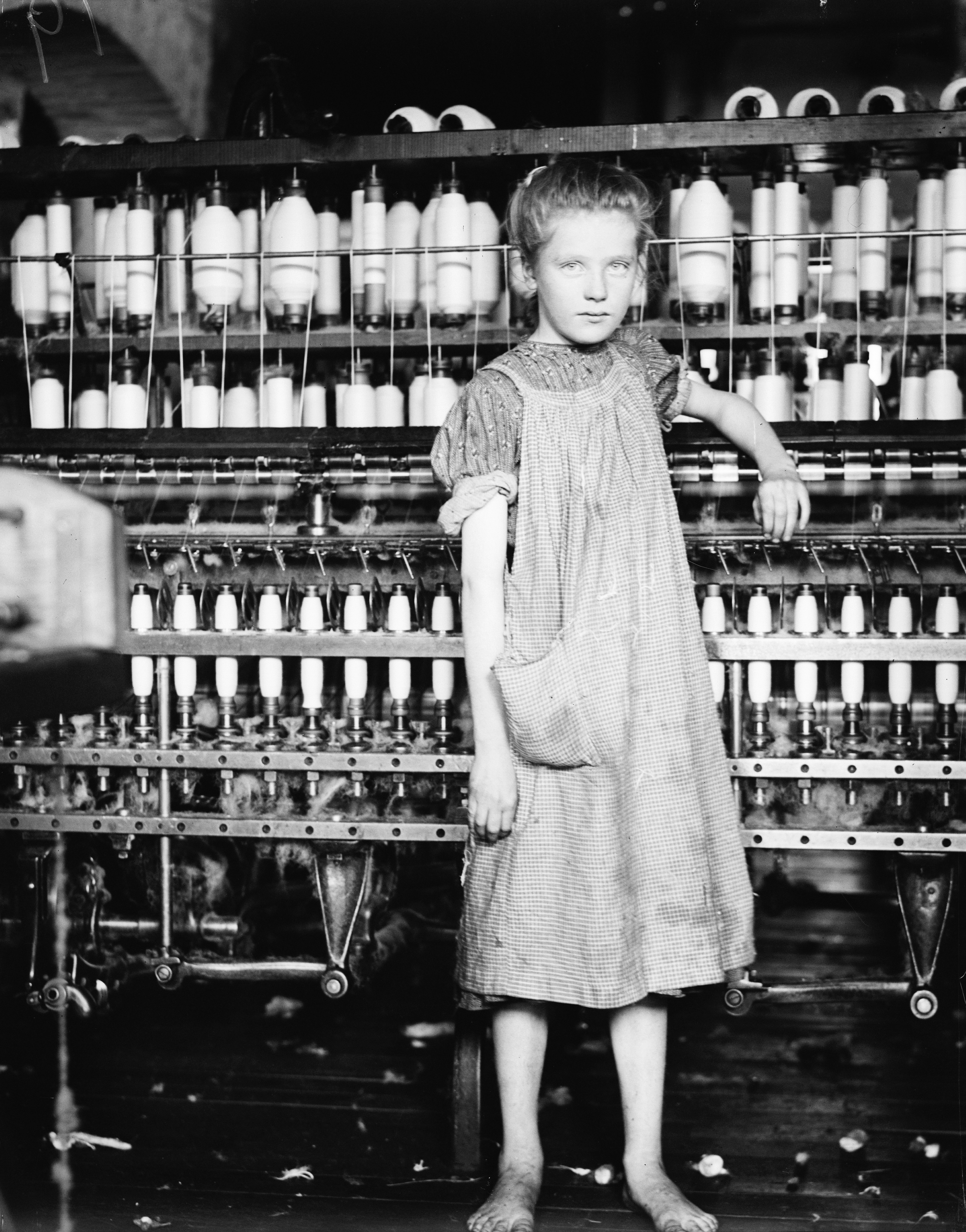
Addie Card, 12 éves, North Pormal-i fonóüzem (1910)
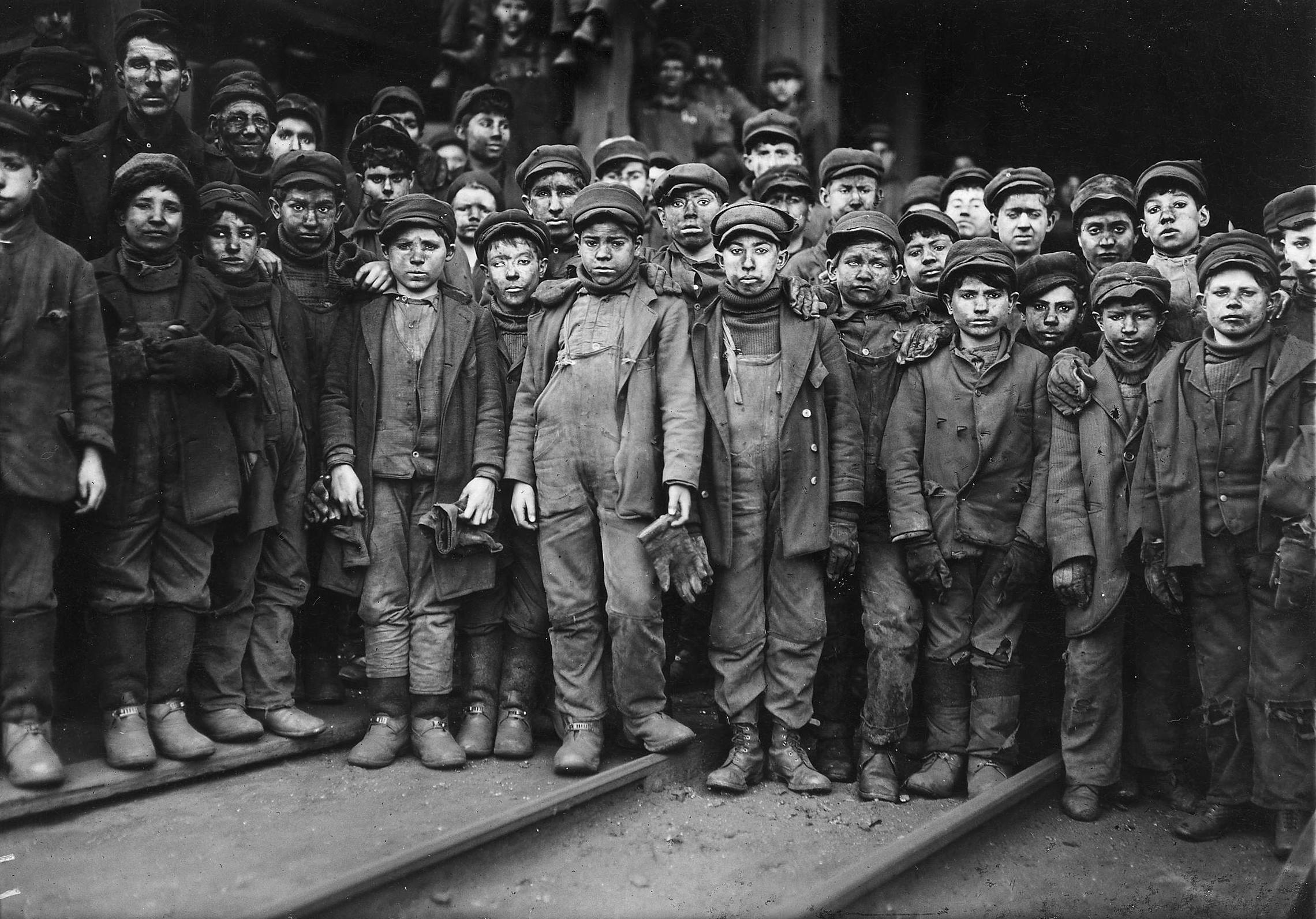
Breaker Boys (1910)
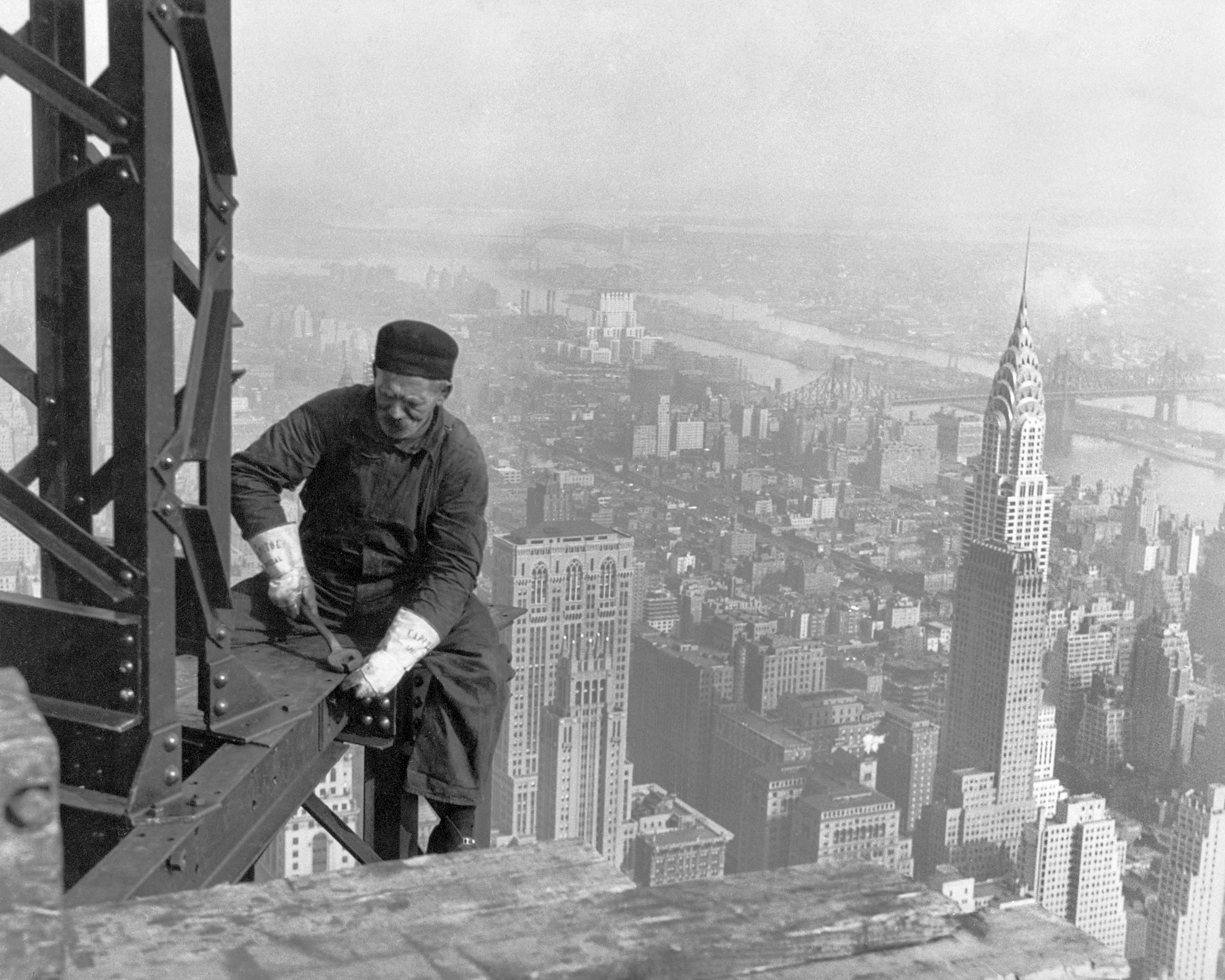
Az Empire State Building építése (1930)

## Fordítás
- Ez a szócikk részben vagy egészben  a   Lewis Hine című angol Wikipédia-szócikk ezen változatának fordításán alapul.  Az eredeti cikk szerkesztőit annak laptörténete sorolja fel. Ez a jelzés csupán a megfogalmazás eredetét és a szerzői jogokat jelzi, nem szolgál a cikkben szereplő információk forrásmegjelöléseként.